# Заграй Юрій Михайлович
Заграй Юрій Михайлович (2 травня 1975; Хмельницький — 9 січня 2005; Ес-Сувейра, Ірак) — український військовик, миротворець, командир інженерно-саперного взводу 72-го окремого механізованого батальйону 7-ї окремої механізованої бригади.

## Біографія
Народився 2 травня 1975 року в Хмельницькому.
Проходив службу у місті Болграді, Південне оперативне командування.
У 2005 році брав участь у миротворчій місії в Іраку у складі 7 ОМБр, був командиром відділення забезпечення роти матеріального забезпечення 72-го окремого механізованого батальйону.
Капітан Юрій Заграй особисто перевіряв маршрут руху транспортних засобів із особовим складом батальйону, конвоїв із доставки гуманітарної допомоги на наявність вибухонебезпечних предметів, особисто виявив і знешкодив понад 30 фугасів і більше 120 вибухонебезпечних предметів. Силами та засобами очолюваного капітаном Юрієм Заграєм взводу були посилені інженерні загородження на блокпостах Хільського та Багдадських мостів.
9 січня 2005 року неподалік міста Ес-Сувейра сили іракської поліції провели операцію з викриття схованки та вилучення великої кількості боєприпасів. Для їх знешкодження було викликано окремий спеціальний саперний загін Республіки Казахстан. Для забезпечення роботи казахських саперів та надання їм необхідної допомоги на місце виїхала група українських миротворців зі складу 72-го окремого механізованого батальйону. Боєприпаси, серед яких було 35 авіаційних бомб, були перевезені на трьох машинах на спеціально визначене місце для знешкодження. Згодом пролунав потужний вибух, в результаті якого загинуло 7 українських військовослужбовців, у тому числі підполковник Юрій Заграй, який опинилися ближче за всіх до епіцентру. Вибух був спланований та введений в дію стороннім електронним пристроєм.
Сім'я загиблого миротворця отримала грошову компенсацію в розмірі $105 тисяч.
Похований в Хмельницькому.

### Вшанування пам'яті
10 січня 2006 року у місті Житомир було відкрито пам'ятник українським миротворцям, які загинули неподалік іракського міста Ес-Сувейра під час виконання миротворчої місії в Республіці Ірак. Серед імен на пам'ятнику значиться і Юрій Заграй.

## Нагороди
- орден «За мужність» І ступеня (12 січня 2005) — за мужність і відвагу, виявлені при виконанні миротворчих завдань у Республіці Ірак[7]
- відзнака міністерства оборони України «Доблесть і честь»[8]